# Polylog
Der Begriff Polylog bezeichnet das Konzept eines interkulturellen Philosophierens.
Nach Franz Martin Wimmer müssen zwei Aspekte berücksichtigt werden, wenn im Philosophieren von Kulturen geredet wird. Der erste Aspekt ist, dass Kulturen organisierte und systematische Bereiche sind, in denen Menschen leben und dass Kulturen in Konkurrenz zueinander stehen. Der zweite zu betrachtende Aspekt ist, dass sich seit der Neuzeit die Kulturen nach außen richten, sich global orientieren. 
Wimmer versteht unter dem Projekt des interkulturellen Philosophierens grundlegende Fragen, die es ermöglichen, zu verbindlichen Erkenntnissen zu gelangen und diese „ausdrückbar“ zu gestalten. Dazu gehört, die bisher vorherrschenden Denkweisen zu kritisieren und zu verändern. Die Begrifflichkeiten und Systeme europäischen/abendländischen Philosophierens erweisen sich als kontingent, ihr Universalanspruch ist nicht länger zu rechtfertigen.

## Das Konzept des Polylogs
Wimmer stellt nun die Frage, was die Philosophie in diesem Rahmen tun soll. Sie soll die Wichtigkeit kultureller Überlieferungen für das Heute und Morgen klären, woraus sich die weiteren Fragen ergeben: Wie hat die Gestalt des Polylogs auszusehen, in welchen Grenzen ist er praktikabel und zu welchem Resultat kann er führen. Diese Fragen führen zu unterschiedlichen Stufen der Einwirkung einer oder mehrerer Kulturen auf eine oder mehrere andere Kulturen.
Einseitig zentraler Einfluss
A→B und A→C und A→D
Bei einem einseitigen zentralen Einfluss existiert nur eine einseitige Kommunikation, in der B, C, D von A als barbarisch deklariert werden. Das Ziel dieser Kommunikation liegt in der Ausdehnung von A und im Verschwinden von B, C und D. Diese Art der Kommunikation kann als Zivilisierung bezeichnet werden. B, C und D beeinflussen sich nicht gegenseitig.
Einseitiger und transitiver Einfluss
A→B und A→C und A→D und B→C
A ist hier wieder die dominierende Komponente und betrachtet die anderen immer noch als barbarisch. B verhält sich zu C wie A zu allen anderen sich verhält und ignoriert D, genauso wie C und D sich ignorieren. Ein dialogisches kommunizieren ist hier ebenso wenig nötig wie im ersten Ansatz.
Gegenseitiger teilweiser Einfluss: die Stufe des Dialogs
A↔B und A→C und A→D über: A↔B und A→C und A→D und B→C bis zu: A↔B und A↔C und B↔C und B↔D und A→D
In diesem Ansatz sind nun für A nicht mehr alle anderen barbarisch, sondern exotisch. Außerdem findet in den Modellen ein selektiver kultureller Anpassungsprozess statt. Auch B, C und D betrachten sich zunehmend als exotisch. Hier findet zunehmend eine gesteigerte Philosophie statt.
Gegenseitig vollständiger Einfluss: die Stufe des Polylogs
A↔B und A↔C und A↔D und B↔C und B↔D und C↔D
Hier findet zwischen jeder Kultur ein kommunikativer Austausch statt. Das heißt, jeder ist für jeden exotisch. Das ist die Gestalt des interkulturellen Polylogs sowie einer interkulturellen Philosophie. Es stellt sich jetzt also die Frage, welche Option das Philosophieren im Polylog hat. Wimmer gibt vier Beispiele aus der Historie an, die dem Polylog nahekommen, von denen nur drei hier erläutern werden sollen:
1. Das erste Beispiel ist das Kettengedicht aus Japan. Das Gedicht wird von mehreren Menschen gedichtet, wobei immer auf den Text des Vorgängers zurückgegriffen wird und dieser dann fortgeführt und verändert wird. Das am Ende entstandene Gedicht ist das Resultat der gesamten Gruppe. Das Ziel des Gedichtes ist es, gemeinsam als Gruppe etwas zu gestalten und dabei Konflikte, Spannungen und Hierarchien auszuschalten. 2. Die ebenfalls aus Japan stammende Teezeremonie ist das zweite Beispiel. Die Teezeremonie ist eine genau nach Regeln organisierte Form des Teetrinkens, wobei auch der Tee nach genauen Regeln zubereitet wird. Während der Zeremonie entledigt man sich den Waffen und auch hier gibt es keine Feindschaft sowie keine Hierarchie. Während der Zeremonie unterhält man sich über einfache Dinge wie beispielsweise über Blumen oder Landschaften, die auf Bildern zu sehen sind. Schwierige Themen werden während der Zeremonie ausgeklammert. In der Teezeremonie sollen Freiheit und Gerechtigkeit im Zusammensein gefördert werden.
In keinem der Beispiele ist ein philosophischer Polylog wiedergegeben, doch vermitteln diese traditionellen Formen einen Eindruck, wie er aussehen könnte. Das erste Beispiel ist kein philosophischer Polylog, sondern eine gemeinschaftliche Kunstform. In der Teezeremonie werden Konfliktbereiche ausgeklammert.
Franz Martin Wimmer führt ein weiteres Beispiel an, das zu den praktischen philosophischen Fragen führen soll.

## Der „Fall“ Julián Tzul
Es handelt sich hier um einen guatemaltekischen Indio, der einen Brujo dabei überraschte, wie dieser ihn sowie seine Kinder verwünschte; er tötete ihn daraufhin. Erwähnenswert ist, dass der Getötete, nach Meinung des Indios, schon vorher für den Tod seiner Frau verantwortlich war. Also handelte er aus seiner Sicht aus Notwehr. Seit der spanischen Eroberung Südamerikas gilt dort spanisches Recht, das die Traditionen und die Anschauung der Welt, wie sie die Indios haben, unberücksichtigt lässt. Das Gericht verurteilte Julián Tzul zu einer Gefängnisstrafe, wobei es den Aspekt der Notwehr außer Acht ließ.
Laut Wimmer lassen sich aus diesem Beispiel drei Gruppen von Fragen ableiten:
1. Existiert eine andere Möglichkeit als die, dass eine fortschrittliche Gesellschaft ein einheitliches Rechtssystem hat? Wie sähe diese Alternative aus?
2. Ist es möglich, dass es Sachverhalte in einem einheitlichen Rechtssystem gibt, die zugleich verboten und nicht-verboten sind? Wie sollen sich unterschiedliche Weltbilder, -auffassungen auf ein Rechtssystem auswirken?
3. Existiert ein Begriff für Gerechtigkeit, der kulturübergreifend ist? Welcher Begriff von Gerechtigkeit kommt einer pluralistischen Gesellschaftskultur am nächsten? Inwieweit muss Rücksicht genommen werden auf die kulturbedingten Überzeugungen? Wann sind der Toleranz Grenzen zu setzen und mit welchen Argumenten begründet man diese?

Wimmer liefert nicht die Antworten auf diese Fragen, sondern weist darauf hin, dass solche Antworten zu finden nicht leicht sei, aber Wege gefunden werden sollten, die zu Antworten führen könnten. Auf dieser Suche sollen die Unterschiede der Traditionen, die eine Philosophie zwischen den Kulturen erst nötig machen, nicht außer Acht gelassen werden. Die Philosophie habe immer versucht, eigenständig und unabhängig von der eigenen Kultur zu Antworten im Bereich der Ontologie, der Erkenntnistheorie und der Ethik zu kommen. Das Problem der heutigen Philosophie bestehe darin, dass sich eine Kultur, nämlich die europäische, durchgesetzt und sich als wissenschaftlich festgesetzt habe.

## Regel für die Praxis
Wimmer sagt, dass die Philosophie zwischen den Kulturen in Bezug zu den Möglichkeiten einer monokulturell-universalistischen oder einer multikulturell-separatistischen Philosophie zu entwickeln sei. In diesem Zusammenhang formuliert er eine Regel für die Praxis:
Halte keine philosophische These für gut begründet, an deren Zustandekommen nur Menschen einer einzigen kulturellen Tradition beteiligt waren.
Er geht davon aus, dass die Beachtung dieser Regel bereits zu Veränderungen im Verhalten in der Politik, der Wissenschaft, der Kommunikation und der Publikation führen würde. Des Weiteren sagt Wimmer über die Regel, sie gebe nicht an, welche philosophischen Thesen gut begründet seien. Er erwähnt drei Kritikpunkte, die gegen diese Regel erhoben werden könnten:
1. Es könnte sein, dass eine Kultur einen offensichtlichen Sachverhalt erkennt, während mehrere andere Kulturen nicht zu dieser Einsicht gelangen.
2. Dass eine Übereinstimmung mehrerer kein ausreichender Anhaltspunkt für Fragen der Philosophie darstellt.
3. Ein weiterer Einwand könnte der sein, dass die okzidentale Tradition eine solche Regel nicht benötige,

weil die in der abendländischen Philosophietradition praktizierten Auseinandersetzungen und kritischen Klärungen, wie sie durch die ganze Zeit ihrer Geschichte und immer wieder in jeder Generation geführt werden, […] ausreichend seien, um jede Einseitigkeit zu vermeiden.
Zum ersten Kritikpunkt meint Wimmer, dass er verkenne, dass die Regel für die Praxis ausgelegt sei und den Forschungscharakter, der daraus bestehe, gleiche Inhalte zu finden, somit außer Acht lasse. Der zweite Einwand komme nicht zur Geltung, da die Regel über das, was kritisiert wird, nichts aussage. Zur dritten Position sagt Wimmer, dass die Relevanz dieser Auseinandersetzung nicht gering zu schätzen sei, doch „perspektivische Vorentscheidungen“ nicht ausgeschlossen seien, wobei er auf den Imperialismus, die Geschichte der Emanzipation sowie den Nationalismus anspielt. Die philosophisch europäische Tradition mit ihren Grundbegriffen müsse sich auseinandersetzen mit anderen Traditionen und deren Grundbegriffen.

## Polylog und Theologie
Der Philosoph und Germanist Martin A. Hainz hat einen spekulativen Versuch zum metaphysischen Polylog vorgelegt, und zwar, dass Schöpfung als solche Gespräch sei – dieses Moment der Textualisierung findet er u. a. bei Friedrich Gottlieb Klopstock und Friedrich Hölderlin („Seit ein Gespräch wir sind / Und hören können voneinander.“) und Ferdinand Schmatz wie auch anderen fortgeführt.